# جاك ويلسون إيفانز
جاك ويلسون إيفانز (بالإنجليزية: Jack Wilson Evans)‏ هو سياسي أمريكي، ولد في 13 أغسطس 1922، وتوفي في 5 يونيو 1997 بسبب سرطان. حزبياً، نشط في الحزب الجمهوري.